# Calophya longispiculata
Calophya longispiculata är en insektsart som först beskrevs av Mathur 1975.  Calophya longispiculata ingår i släktet Calophya och familjen Calophyidae. Inga underarter finns listade i Catalogue of Life.